# 黄俊耀
黄俊耀（1917年—2001年），又名田光，男，陕西澄城人，中国剧作家，中国戏剧家协会理事，陕西省文学艺术界联合会主席、名誉主席。